# 福岡県立朝倉光陽高等学校
福岡県立朝倉光陽高等学校（ふくおかけんりつ あさくらこうようこうとうがっこう）は、福岡県朝倉市杷木古賀にある県立高等学校。2010年3月に閉校した福岡県立朝羽高等学校および福岡県立朝倉農業高等学校を継承し、校地・校舎は旧朝羽高等学校を利用している。

## 沿革
- 2008年（平成20年） - 開校

## 学科
- 普通科
- 食農科学科

## 学区
普通科は第7学区（うきは市、朝倉市、朝倉郡、久留米市の田主丸中の校区）
食農科学科は福岡県内全域
また大分県全域（ただし大分県からの自宅通学者は全科入学定員の10％以内に限る）

## アクセス
最寄りの鉄道駅
- JR九州 久大線「筑後大石駅」より自転車15分

最寄りのバス停
- 西鉄バス「朝倉光陽高校前」

最寄りの道路
- 国道386号
- 大分自動車道「杷木IC」